# Neujahrskonzert der Wiener Philharmoniker 2023
Das Neujahrskonzert der Wiener Philharmoniker 2023 war – nach der Zählung der Wiener Philharmoniker – das 83. Neujahrskonzert der Wiener Philharmoniker und fand am 1. Jänner 2023 im Wiener Musikverein statt. Dirigent war zum dritten Mal Franz Welser-Möst, der das Konzert zuvor in den Jahren 2011 und 2013 geleitet hatte. Die Zählung der Wiener Philharmoniker bezieht die NS-Konzerte, genannt Außerordentliche Akademien, der Jahre 1941–1945 mit ein. Doch erst nach Konstituierung der freien und unabhängigen Republik Österreich 1945 wurde 1946 das Konzert erstmals als Neujahrskonzert der Wiener Philharmoniker bezeichnet: Als solches war es das 78. Konzert, was auch diesen Titel trug.

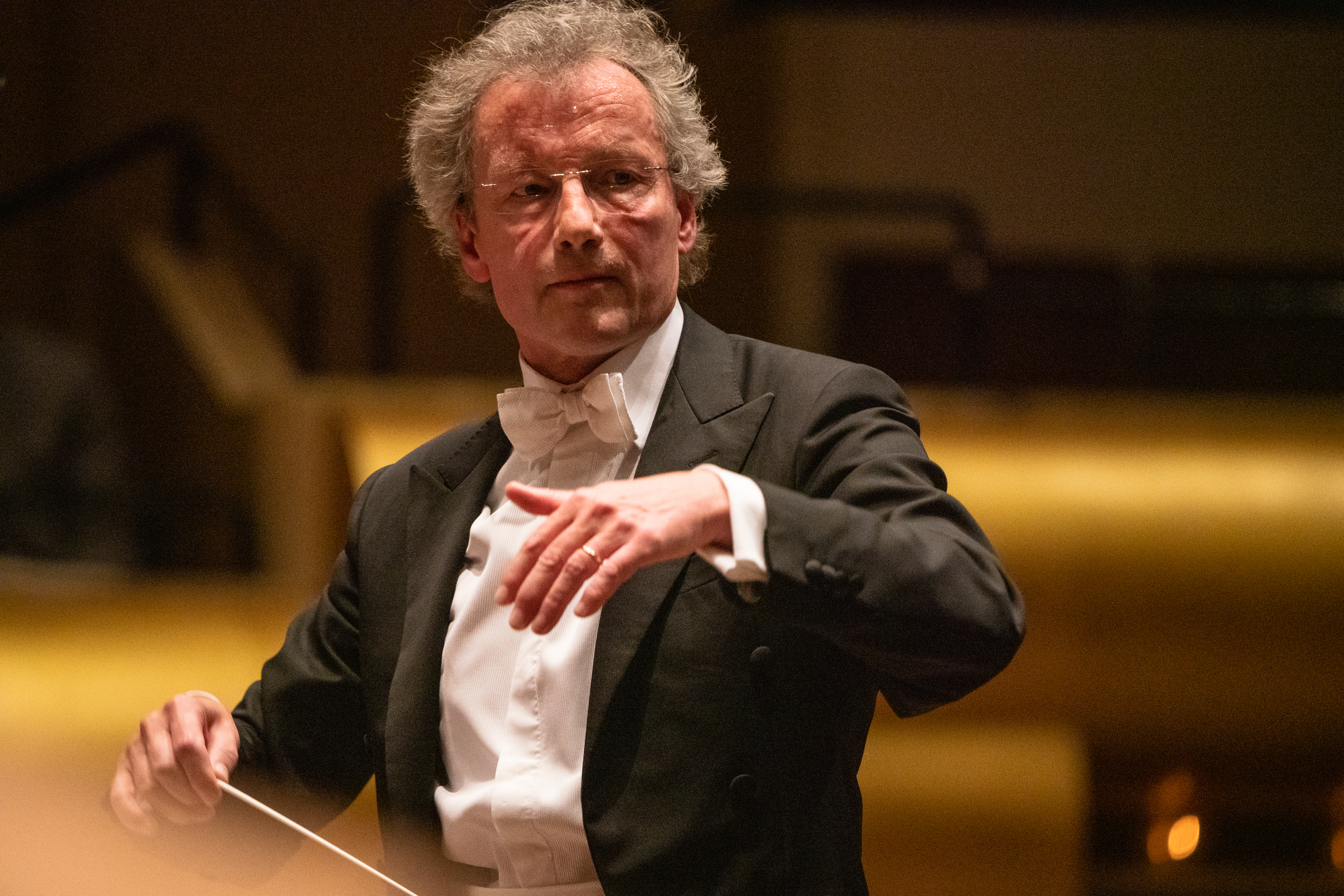
Franz Welser-Möst (2020)

## Besonderheiten

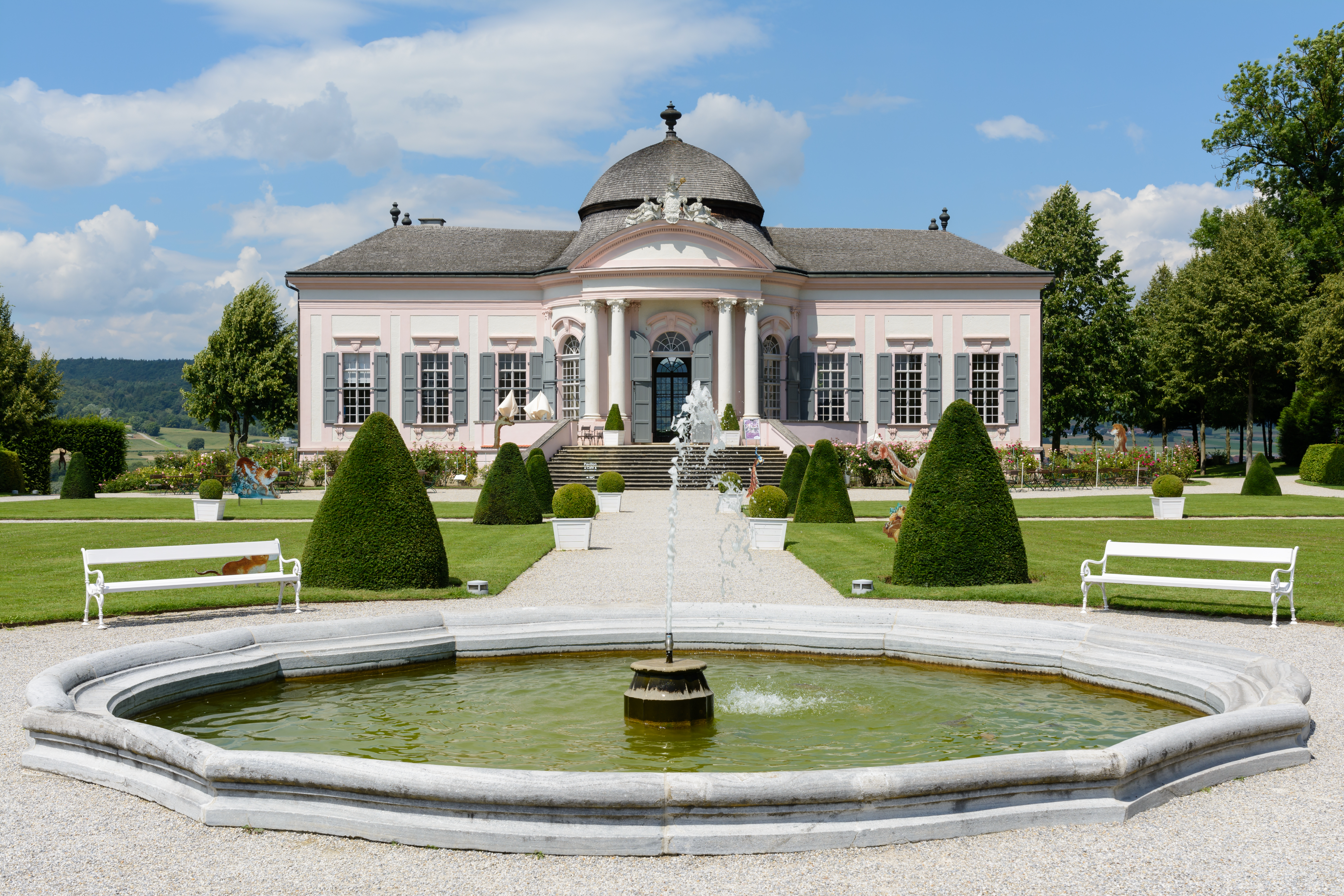
Einer der Drehorte: Der Gartenpavillon von Stift Melk

Unter der Regie von Michael Beyer, der zum zehnten Mal für die Umsetzung der Ballettproduktion sowie zum siebenten Mal für die Konzertübertragung verantwortlich zeichnet, wurden im Gegensatz zu den Vorjahren drei anstatt zwei Tanzeinlagen mit dem Wiener Staatsballett filmisch in Szene gesetzt. Für die Choreografie zeichnete nach 2013 und 2014 zum dritten Mal Ashley Page verantwortlich, die Ballettkostüme entwarf nach 2016 und 2020 Emma Ryott.
Der Walzer Perlen der Liebe von Josef Strauss wurde mit vier Tanzpaaren im Rokoko-Schloss von Laxenburg und der Parkanlage gedreht. Zur Polka schnell Auf und davon von Eduard Strauß tanzte ein Paar im Gartenpavillon von Stift Melk. In den Innenräumen des Stiftes entstanden die Aufnahmen zur dritten Tanzeinlage zum Walzer An der schönen blauen Donau mit fünf Paaren, die ab 2023/24 jährlich zum Jahreswechsel im ORF-Fernsehen zu sehen sein soll.
Es tanzten Davide Dato, Sonia Dvořák, Olga Esina, Calogero Failla, Lourenço Ferreira, Marian Furnica, Kang Hyo-jung, Aleksandra Liashenko, Marcos Menha, Ketevan Papava und Maria Yakovleva.
Erstmals sangen neben den Wiener Sängerknaben auch die Wiener Chormädchen, die 2004 ins Leben gerufene weibliche Fraktion des Chores. Die Mädchen trugen ein Outfit von Designerin Eva Poleschinski. Die Wiener Sängerknaben feiern 2023 ihr 525-jähriges Bestehen.
In der ZIB 2 stellte ORF-Moderator Martin Thür einige Tage vor dem Konzert dem Dirigenten Franz Welser-Möst die Frage, ob der Radetzky-Marsch „im Angesicht des Sterbens in der Ukraine ein richtiges Zeichen des Friedens aus Wien“ sei. In der Folge wurde die Frage unter anderem von den Politikern Eva Blimlinger (Grüne), Laura Sachslehner (ÖVP) und Stefan Berger (FPÖ) kommentiert und diskutiert.

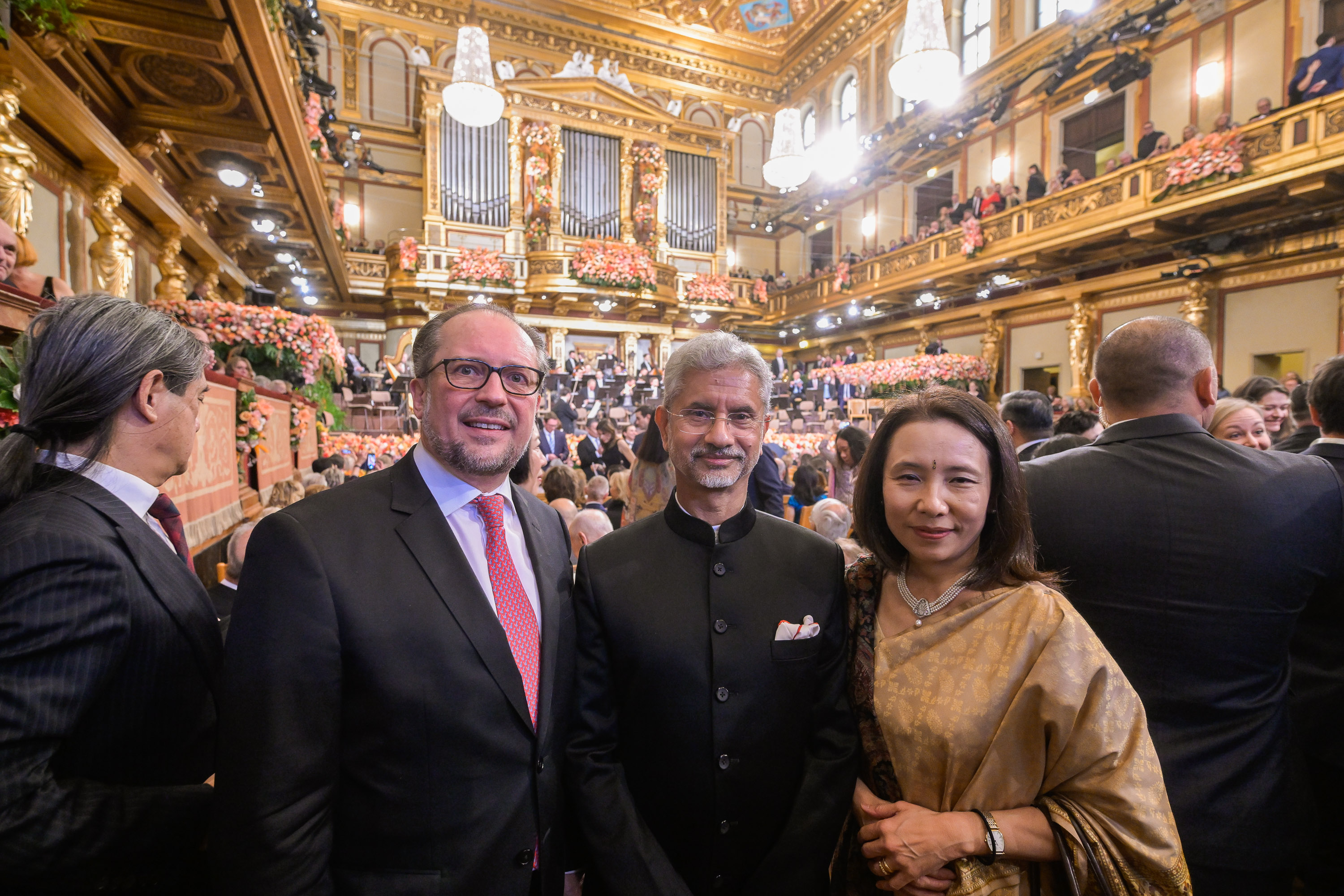
Alexander Schallenberg mit Subrahmanyam Jaishankar beim Konzert 2023

Bundeskanzler Karl Nehammer lud den bulgarischen Präsidenten Rumen Radew zum Neujahrskonzert. Radew hatte zuvor die österreichische Ablehnung der Erweiterung des Schengen-Raums um Bulgarien und Rumänien kritisiert. Unter den weiteren Besuchern des Konzertes waren unter anderem Alexander Schallenberg mit Subrahmanyam Jaishankar, Karoline Edtstadler mit Miltiadis Varvitsiotis, Bastian Schweinsteiger und Ana Ivanović sowie Alexander Van der Bellen und Doris Schmidauer, Heinz Fischer und Margit Fischer, Kristina Hammer, Juan Diego Flórez, Wolfgang Sobotka und Hans Niessl.
Klimaaktivisten wurden von Beamten vor einer möglichen Aktion aufgehalten: Die Organisation Letzte Generation bekannte sich zu dieser, bei der im Goldenen Saal ein Banner mit der Aufschrift Zwei Jahre noch als Appell an sofortiges Handeln entrollt werden sollte.

## Programm
Das Programm wurde am 30. September 2022 bekanntgegeben. Vierzehn der fünfzehn Werke sollen nach Angaben das erste Mal im Rahmen eines Neujahrskonzertes der Wiener Philharmoniker aufgeführt werden. Als einziges Stück sei nur der Walzer Aquarellen von Josef Strauss schon mehrfach bei Neujahrskonzerten der Wiener Philharmoniker zu hören gewesen, erstmalig 1946 unter Josef Krips, zuletzt 2002 unter Seiji Ozawa. Doch auch die Polka Heiterer Muth war bereits siebenmal Bestandteil eines Neujahrskonzertes (1948, 1958, 1960, 1964, 1970, 1977 und 1984), neu war lediglich die mit Gesang unterlegte Fassung. Eine nach Angaben des Kuriers ebenfalls als gesungen vorgesehene Fassung der Schnellpolka For ever wurde doch nur instrumental (erst-)aufgeführt.

### 1. Teil
- Eduard Strauß: Wer tanzt mit?, Polka schnell, op. 251*
- Josef Strauss: Heldengedichte, Walzer, op. 87*
- Johann Strauss (Sohn): Zigeunerbaron-Quadrille. op. 422*
- Carl Michael Ziehrer: In lauschiger Nacht, Walzer, op. 488*
- Johann Strauss (Sohn): Frisch heran!, Polka schnell, op. 386*

### 2. Teil
- Franz von Suppè: Ouvertüre zur komischen Operette Isabella*
- Josef Strauss: Perlen der Liebe, Konzert-Walzer, op. 39*
- Josef Strauss: Angelica-Polka, Polka française, op. 123*
- Eduard Strauß: Auf und davon, Polka schnell, op. 73*
- Josef Strauss: Heiterer Muth. Polka française, op. 281, mit den Wiener Sängerknaben sowie den Wiener Chormädchen
- Josef Strauss: For ever, Polka schnell, op. 193, geplant mit den Wiener Sängerknaben,[13] jedoch nur instrumental ausgeführt*
- Josef Strauss: Zeisserln, Walzer, op. 114*
- Joseph Hellmesberger junior: Glocken-Polka und Galopp aus dem Ballett Excelsior*
- Josef Strauss: Allegro fantastique, Orchesterfantasie, Anh. 26b*
- Josef Strauss: Aquarellen, Walzer, op. 258

### Zugaben
- Johann Strauss (Sohn): Banditen-Galopp, Polka schnell, op. 378
- Johann Strauss (Sohn): An der schönen blauen Donau, Walzer, op. 314
- Johann Strauss (Vater): Radetzky-Marsch, op. 228

Werkliste und Reihenfolge sind der Website der Wiener Philharmoniker entnommen, jedoch ergänzt/korrigiert anhand der erfolgten Ausstrahlung am 1. Jänner 2023.
Mit * gekennzeichnete Werke standen erstmals in einem Programm eines Neujahrskonzertes.

## Besetzung (Auswahl)
- Franz Welser-Möst, Dirigent
- Wiener Philharmoniker
- Wiener Sängerknaben, Wiener Chormädchen
- Daniel Froschauer, Andreas Großbauer, Violine
- Daniel Ottensamer, Klarinette
- Anneleen Lenaerts, Harfe

## Pausenfilm

### Allgemeines

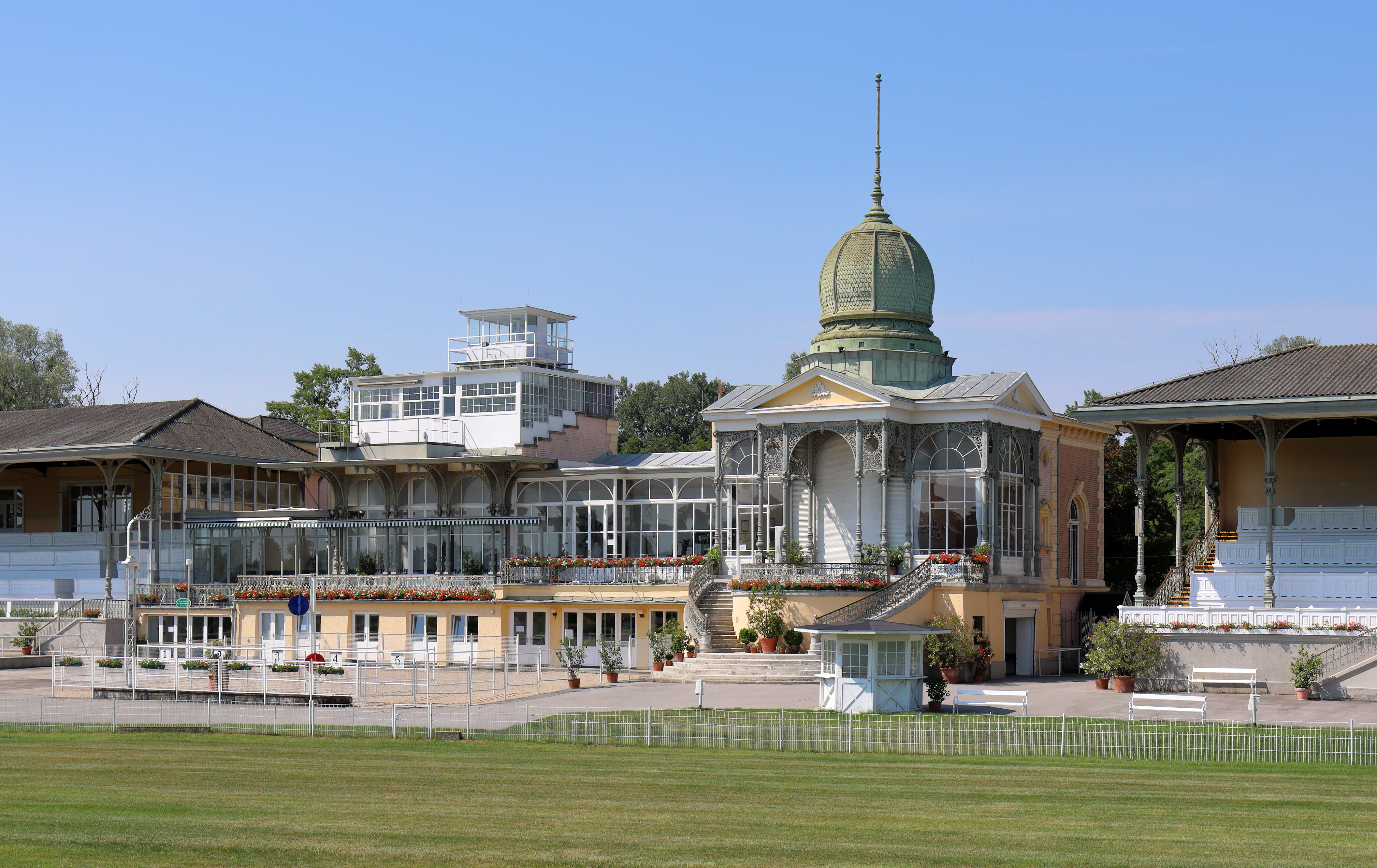
Einer der Drehorte: die Galopprennbahn Freudenau

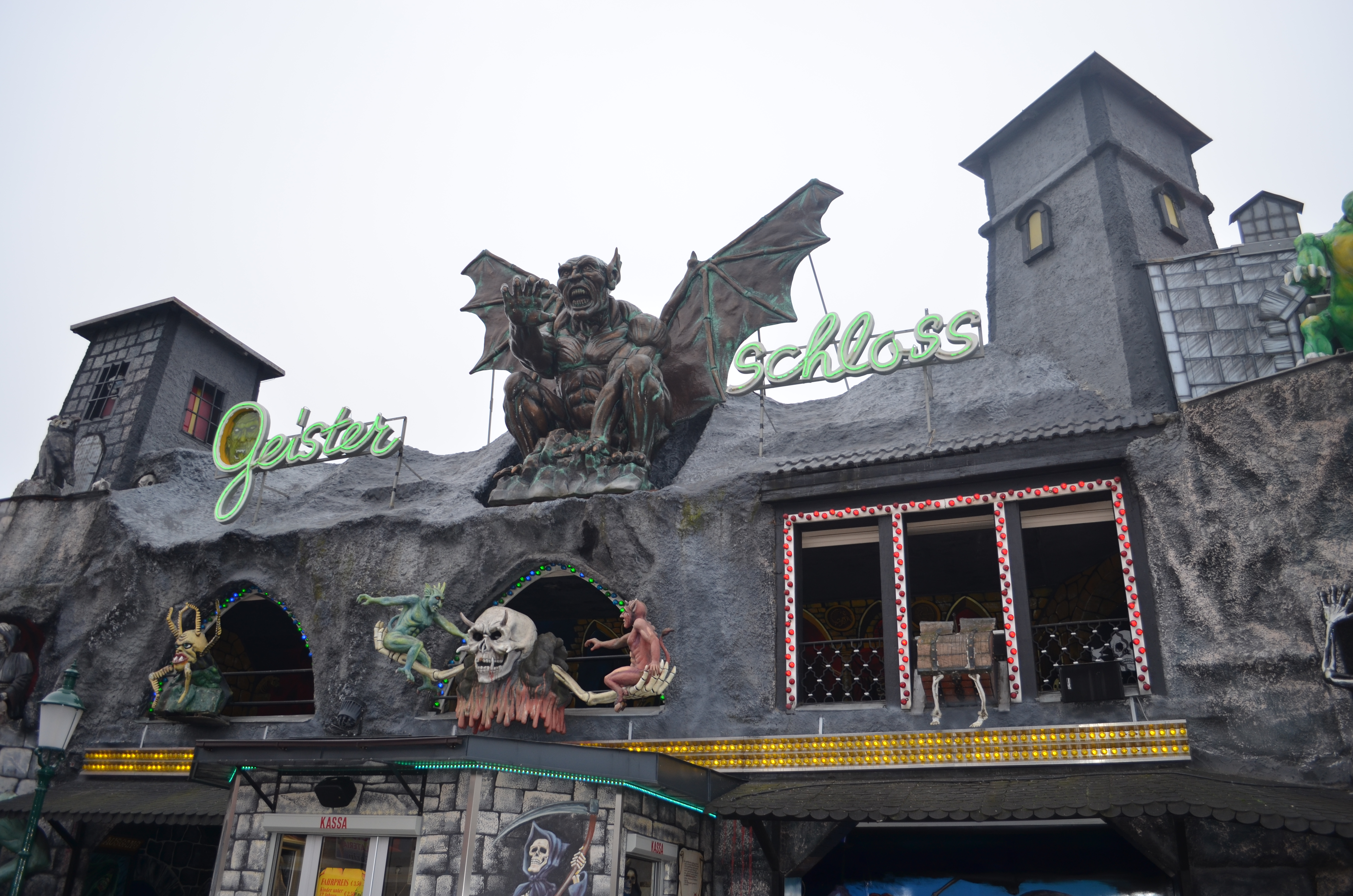
Einer der Drehorte: das Geisterschloss im Wurstelprater

Der Pausenfilm von Barbara Weissenbeck und Nicholas Pöschl unter dem Titel EXPO 1873 widmet sich dem 150-jährigen Jubiläums der Wiener Weltausstellung 1873. Dirigent Franz Welser-Möst blättert darin durch einen Bildband, in dem einzelne Aspekte des Ausstellung beleuchtet werden. Die Musiker der Wiener Philharmoniker spielen in verschiedenen Formationen unter anderem im Wurstelprater, in der Galopprennbahn Freudenau und in der computergenerierten Rotunde.

### Musik
- Robert Fuchs: Serenade Nr. 1 D-Dur, op. 9, 3. Satz, Allegro Scherzando
  - Pavel Kuzmichev, Liya Frass (Violine)
  - Michael Strasser (Viola)
  - Stefan Gartmayer (Violoncello)
  - Alexander Matschinegg (Kontrabass)

- Astor Piazzolla: Fuga y Misterio, Arrangement Stephan Koncz
  - Raphael Flieder, Edison Pashko, Sebastian Bru, Bernhard Naoki Hedenborg

- Die Strottern: Nix faluan, Musik Klemens Lendl und David Franz Müller, Bearbeitung Josef Reif
  - Valerie Schatz (Harfe und Kontrabass)
  - Josef Reif (Es-Trompete und Horn)
  - Lukas Schmid (Fagott)
  - Christoph Gigler (Harmonika und Tuba)
  - Matthias Schorn (Klarinette)

- Johannes Brahms: Klarinettenquintett in h-Moll op. 115, 1. Satz, Allegro
  - Gregor Hinterreiter (Klarinette)
  - Katharina Engelbrecht, Júlia Gyenge (Violine)
  - Ursula Ruppe (Viola)
  - David Pennetzdorfer (Violoncello)

- Caribbean Tempest, Ludwig van Beethoven, Michel Camilo, Robert Schumann, Arrangement Tibor Kováč
- Carribe, Michel Camilo
  - Tibor Kováč, Lara Kusztrich (Violine)
  - Holger Tautscher-Groh (Viola)
  - Orfeo Mandozzi (Violoncello)
  - Adela Liculescu (Klavier)

- Fritz Kreisler: Kleiner Wiener Marsch
  - Dietmar Küblböck (Altposaune)
  - Wolfgang Strasser, Kelton Koch (Tenorposaune)
  - Mark Gaal (Bassposaune)
  - Albert Wieder (Cimbasso)

## Übertragung
Für die 65. ORF-Übertragung zeichnete Michael Beyer verantwortlich, zum Einsatz kamen fünfzehn Kameras. Die Moderation für den ORF übernahm erstmals Teresa Vogl, die damit Barbara Rett (Moderation von 2008 bis 2022) nachfolgte.
In Österreich verfolgten bis zu 1,221 Millionen Zuschauer das Konzert, der zweiten Konzertteil wurde im Schnitt von 1,177 Millionen Sehern bei einem Marktanteil von 60 Prozent gesehen, dem höchsten Marktanteil seit 2014. Der Pausenfilm erreichte durchschnittlich 1,051 Millionen Seher bei einem Marktanteil von 58 Prozent.

## Aufnahmen
Die Audio-Doppel-CD dieses Konzertes wurde am 13. Jänner 2023 veröffentlicht und zählt in Österreich zu den meistverkauften Alben des Jahres 2023. DVD und Blu Ray-Disc erschienen am 27. Jänner 2023.

## Auszeichnungen
- 2023: Venice TV Award in der Kategorie Performing Arts[22]